# Йорді Балк
Йорді Балк (англ. Jordi Balk; нар. 26 квітня 1994, Котен, Нідерланди) — нідерландський футболіст, центральний захисник аматорського клубу «Спортлюст'46».

## Клубна кар'єра
На юнацькому та молодіжному рівні виступав за «Котен», «Гутен» та «Утрехт».

### «Росс Каунті»
У липні 2014 року перейшов до клубу Прем'єршипу Шотландії «Росс Каунті». Дебютував за нову команду 16 серпня 2014 року в програному (1:2) поєдинку проти «Кілмарнока». У листопаді 2014 року отримав статус вільного агента.

### «Осс»
У січні 2015 року підписав контракт до завершення сезону з клубом нідерландської Еерстедивізі «Осс». Виступав за команду до 2017 року.

### «Сент-Патрікс Атлетік»
Після 3-ох зіграних сезонів в «Оссі» вирушив на перегляд до клубу Ліги Ірландії «Сент-Патрікс Атлетік» з Дубліна. 5 липня 2017 року, перебуваючи ще на перегляді, відіграв усі 90 хвилин у переможному (1:0) товариському матчі проти представника шотландського Прем'єршипу «Гарт оф Мідлотіан» на Річмонд Парку. Вразивши вболівальників та тренерський склад своєю прохідністю, позиційним почуттям та вмінням боротися, 7 липня 2017 року Балк підписав контракт зі «святими», ставши першим нідерландським легіонером в історії клубу. Повноцінно дебютував за нову команду 9 липня у мінімально програному (0:1) виїзному поєдинку проти лідерів чемпіонату «Корк Сіті». Відзначився дебютним голом за команду у вирішальному переможному (4:2) поєдинку проти «Корк Сіті», що допомогло «Сен-Патрікс» залишитися в Прем'єр-дивізіоні Ірландії.

### Повернення до Нідерландів
19 грудня Балк повідомив своїм шанувальникам через свій акаунт в Instagram, що, незважаючи на те, що «Сент-Патрікс Атлетік» пропонує йому новий багаторічний контракт, він покине Дублін і повернеться додому, щоб підписати 1,5-річний контракт з представником Тведедивізі ФК «Ленден».

### «ВВ Дуно» та ДОВО
На початку 2019 року підписав контракт з «ВВ Дуно». Однак вже 12 лютого 2019 року стало відомо, що починаючи з майбутнього сезону Йорді приєднається до ДОВО.

## Статистика виступів
| Сезон             | Клуб                   |                   | Змагання          | Змагання | Змагання | Кубок | Кубок | Плей-оф | Плей-оф | Загалом | Загалом |
| Сезон             | Клуб                   | Матчі             | Змагання          | Голи     | Матчі    | Голи  | Матчі | Голи    | Матчі   | Голи    |         |
| ----------------- | ---------------------- | ----------------- | ----------------- | -------- | -------- | ----- | ----- | ------- | ------- | ------- | ------- |
| 2014/15           | «Росс Каунті»          | Шотландія         | Прем'єршип        | 4        | 0        | 1     | 0     | –       | –       | 5       | 0       |
| Загалом за клуб   | Загалом за клуб        | Загалом за клуб   | Загалом за клуб   | 4        | 0        | 1     | 0     | –       | –       | 5       | 0       |
| 2014/15           | «Осс»                  | Нідерланди        | Еерстедивізі      | 18       | 0        | 0     | 0     | 2       | 0       | 20      | 0       |
| 2015/16           | «Осс»                  | Нідерланди        | Еерстедивізі      | 33       | 0        | 0     | 0     | –       | –       | 33      | 0       |
| 2016/17           | «Осс»                  | Нідерланди        | Еерстедивізі      | 18       | 1        | 0     | 0     | –       | –       | 18      | 1       |
| Загалом за клуб   | Загалом за клуб        | Загалом за клуб   | Загалом за клуб   | 69       | 1        | 0     | 0     | 2       | 0       | 71      | 1       |
| 2017              | «Сент-Патрікс Атлетік» | Ірландія          | Прем'єр-дивізіон  | 12       | 1        | 0     | 0     | –       | –       | 12      | 1       |
| Загалом за клуб   | Загалом за клуб        | Загалом за клуб   | Загалом за клуб   | 12       | 1        | 0     | 0     | –       | –       | 12      | 1       |
| 2017/18           | «Ленден»               | Нідерланди        | Твідедивізі       | 15       | 0        | –     | –     | –       | –       | 15      | 0       |
| 2018/19           | «Ленден»               | Нідерланди        | Твідедивізі       | 13       | 0        | 1     | 0     | -       | -       | 14      | 0       |
| Загалом за клуб   | Загалом за клуб        | Загалом за клуб   | Загалом за клуб   | 28       | 0        | 1     | 0     | –       | –       | 29      | 0       |
| Усього за кар'єру | Усього за кар'єру      | Усього за кар'єру | Усього за кар'єру | 113      | 2        | 2     | 0     | 2       | 0       | 117     | 2       |

Станом на 8 січня 2019